# Голицын, Алексей Борисович
Князь  Алексей Борисович Голицын  (30 июня 1732—9 ноября 1792) — генерал-майор, масон, первый русский мартинист; брат князя В. Б. Голицына.

## Биография
Сын адмирала князя Бориса Васильевич Голицына и Софьи Ивановны Стрешневой, внучки и единственной наследницы первого московского губернатора Тихона Стрешнева. Через неё получил по наследству подмосковное Узкое.
В родительском доме получил отличное воспитание и для своего усовершенствования путешествовал по Европе. В службу вступил в 1750 году, из капитанов гвардии в 1760 году произведен в полковники. Служа постоянно в армии, в 1767 году произведен бригадиром, а в 1769 году в генерал-майоры.
В турецкую войну отличил себя храбростью и распорядительностью. 19 апреля 1769 года по вытеснении Караман-паши из укрепленного лагеря, быстро преследовал бегущего неприятеля, на плечах его ворвался в предместье и гнал до палисадов Хотина. 29 августа в сражении у Рачевского леса скоро подкрепил Брюса и содействовал к поражению неприятеля. При покорении перекопской линии, пройдя вброд прибрежье Сиваша, поспешно построил пехоту на берегу и спошествовал отразить 12000 татарский отряд, жестоко напавший на передовой корпус. За эти дела Голицын награждён орденом Святого Георгия 4 класса и орденом Святой Анны.
С конца 1770-х годов Голицын постоянно жил за границей, в частности в Швейцарии, где познакомился с популярным философом — мистиком Л. К. Сен-Мартеном. Принятый в ложу масонов, Голицын стал одним их ревностнейших последователей этого движения.
В 1783 году он стал одним из учредителей Московского благородного собрания. Для его размещения Голицын купил на своё имя дом тайного советника князя В. М. Долгорукова. В 1785 году он был избран московским уездным предводителем дворянства.
Сильно простудившись, умер через шесть дней болезни, 9 ноября 1792 года.

## Семья
С 1770 года был женат на княжне Анне Георгиевне Грузинской (1751—1779), дочери царевича Георгия Вахтанговича и внучке царя Вахтанга VI. В браке имели сына и трёх дочерей:
- Мария Алексеевна (1772—1826), фрейлина, с 1805 года кавалерственная дама, a с 1826 года статс-дама. С 1795 года замужем за графом П. А. Толстым, русским посланником в Париже.
- Егор Алексеевич (1773—1811), генерал-майор, масон.
- Софья Алексеевна (1777—1814), фрейлина, с замужем за пэром Франции графом Карлом Францевичем де Сен-При (1782—1863).
- Елизавета Алексеевна (1779—1835), фрейлина, с 1799 года замужем за генералом А. И. Остерман-Толстым.

- Мария Алексеевна,
дочь
- Егор Алексеевич, 
сын
- Елизавета Алексеена,  
дочь